# Ропотамо (резерват)
Вижте пояснителната страница за други значения на Ропотамо.
Ропотамо е резерват, разположен на около 50 km южно от град Бургас, в район с изключително разнообразни биотопи.
На територията на резервата се намират множество интересни и уникални природни обекти, като лиманът на река Ропотамо, блатото Аркутино и лонгозни гори, които на тази географска ширина се срещат много рядко, както и различни скални феномени, мочурища, блата и други. Резерватът е част от по-голямата защитена зона Рамсарско място Ропотамо.

## Основаване и статут
Областта около течението на река Ропотамо е обявена за резерват през 1940 г. През 1962 г. статутът на местността е сменен на народен парк. През следващите години екологичният баланс в рамките на парка е нарушен вследствие на неконтролирания туристически поток. Природата е застрашена поради засиленото строителство в съседните райони. По този начин Ропотамо е превърната в най-застрашената защитена територия в България.
За да бъде запазена природата на резервата от по-нататъшни увреждания, през 1992 г. статутът на Ропотамо се променя на „резерват със строг режим“ с прилежаща буферна зона. Според действащото законодателство (Законите за защитените територии и за биологичното разнообразие) буферната зона би трябвало да бъде прекатегоризирана като защитена територия от категорията „защитена местност“. Това обаче не е извършено поради засиления натиск от страна на мощни строителни фирми, притежаващи терени в нея, както и поради негласното бездействие на Министерството на околната среда и водите (МОСВ).
Съгласно закона за защитените територии резерватът се охранява и управлява от регионалната инспекция по околната среда и водите в Бургас. В местността Аркутино, в границите на резервата, е построена триетажна сграда, изпълняваща функциите на посетителски информационен център. В действителност обаче това представлява ведомствена почивна станция за служители на МОСВ и техните семейства. Огромен проблем в тази защитена територия е било наличието на незаконно рибарско селище в района на устието на реката, където биват построени десетки незаконни колиби. През есента на 2010 г. рибарското селище е разрушено, но въпреки това охраната и управлението на резервата не са на необходимото ниво за защитена територия с толкова висок природозащитен статут.

## Биотопи
Резерватът включва няколко разнообразни биотопа, характерни за българското Черноморие:
- Лиманна част и заливна тераса на река Ропотамо – развити са естествени лонгозни гори от полски ясен, полски бук, черна елша и значително количество лианни растения.
- Пясъчни дюни и плажна ивица – среща се псамофигна тревна растителност и храстово-тревни съобщества.
- Широколистни гори – предимно от средиземноморски тип. Съставени са от благун, източен бук, източен горун, цер, обикновен габър, лавровишня, мушмула, калуна, вълчо лико. Съществува и находище на морски пелин.
- Блато Аркутино – вирее хидрохитна и хигрофитна растителност. Срещат се водна лилия, водна леща, жълта водна роза, тръстика, папур, камъш.
- Скални образувания – „Лъвска глава“, „Веселата скала“, стръмни скалисти и терасовидни брегове и тесни дълбоки заливи.
- Остров „Свети Тома“ (Змийският остров) – неголям скален остров със средиземноморски тип растителни съобщества съставени от храстовиден жасмин и обикновена ефедра. През 1930-те години са внесени кактуси от род Opuntia. Днес те заемат около половината от площта на острова.
- Блата покрай река Ропотамо: Вълчаново блато с площ 121,5 ха, Вельово блато (Поддържан резерват „Вельов вир“) с площ 13,6 ха, Веселско блато с площ 6 ха и др.

## Флора
Лиманът на река Ропотамо е една от основните туристически забележителности в резервата. В района на лимана реката е спокойна и дълбока. Бреговете са покрити с гъсти лонгозни гори, като между дърветата растат голям брой лиани. В по-плитките участъци, разположени близо до бреговете, както и в районите, където са се образували крайречни езера, растат водни лилии и блатна тръстика.
От особено значение за резервата е находището на морски пелин, което е разположено в резерват Ропотамо. Това е така, защото това е едно от най-големите находища на растението в България. Основните количества от това медицинско растение са разположени по десния бряг на река Ропотамо, близо до нейното устие. Над 100 вида растения, които се срещат на територията на резервата, присъстват в Червената книга на България.

## Фауна
В резервата се срещат 21 вида бозайници, от които 10 вида прилепи. Характерни са благороден елен, дива свиня, сърна, чакал, лисица, златка, видра. Птичето разнообразие е представено от над 260 вида. Тук е едно от малките гнездови находища в България на морски орел и полубеловрата мухоловка. Това е място за зимуване на различни видове чапли, патици, малък корморан и други. Земноводните са 23 вида като балканска чесновница. Влечугите са 9 вида. Срещат се шипобедрена, шипоопашата костенурка и обикновена блатна костенурка. Тук е единственото местообитание в страната на черноврата стрелушка. Срещат се леопардов смок, смок мишкар и водни змии. Рибите са над 50 вида като кавказко попче, брияна, кефал, атерина, бодливка и други.

## Галерия
- Заливът при устието на Ропотамо
- Вековно дърво
- Кактуси на Змийския остров
- Разходка с лодка
- Голяма бяла чапла в резервата
- Гривеста рибарка в резервата